# Maison Masriera
La Maison Masriera est une maison de joaillerie catalane fondée dans la première moitié du XIXe siècle par Josep Masriera Vidal (Sant Andreu de Llavaneres 1810 - Barcelone 1875). La Maison Masriera connaît son apogée sous la direction Luis Masriera i Rosés qui réalise des bijoux Art nouveau qui se font remarquer dans le monde entier. 

## Les dirigeants de l'entreprise familiale
- Josep Masriera i Vidal (1810-1875)
- Josep Masriera i Manovens (1841-1912)
- Francesc Masriera i Manovens (1842-1902)
- Luis Masriera i Rosés (1872-1958)